# Maljatsitjy

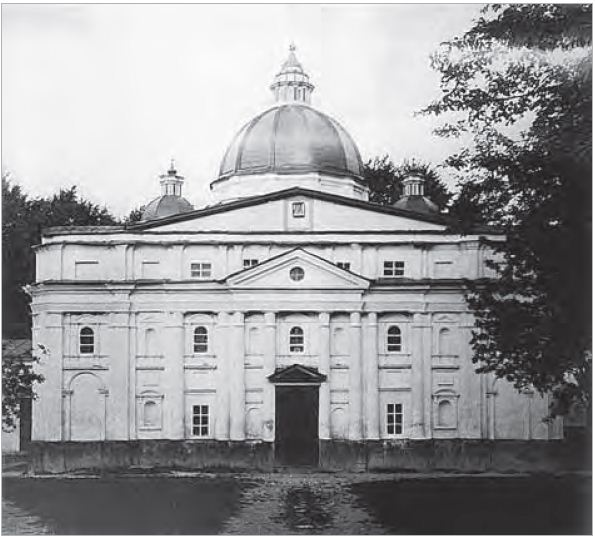
Den katolska kyrkan i Maljatsitjy (1900).

Maljatsitjy (vitryska: Маляцічы eller Maliacičy, ryska: Молятичи) är en by (tidigare småstad) belägen i Krytjaŭs rajon i Mahiljoŭs voblast i östra Belarus. Folkmängden uppgår till 350 invånare (2009). Slaget vid Malatitze (1708) ägde rum vid denna by.

## Historia
Maljatsitjy omnämndes för första gången år 1639. 
Den 31 augusti 1708 ägde ett slag rum mellan de svenska och de ryska styrkorna vid ån Tjornaja Natapa i närheten av Maljatsitjy. 
Efter Polens första delning (1772) blev orten rysk.
Mellan 1787 och 1794 lät den katolske ärkebiskopen Stanislaŭ Bohusj-Siestrantsevitj bygga en katolsk kyrka i byn. Denna kyrka var en mindre kopia av Peterskyrkan i Rom i skala 1:32. Kyrkan blev ortodox efter det antiryska upproret 1830–1831 och förstördes helt av bolsjevikerna år 1934.